# Thelypteris
Thelypteris är ett släkte av kärrbräkenväxter. Thelypteris ingår i familjen Thelypteridaceae.

## Bildgalleri

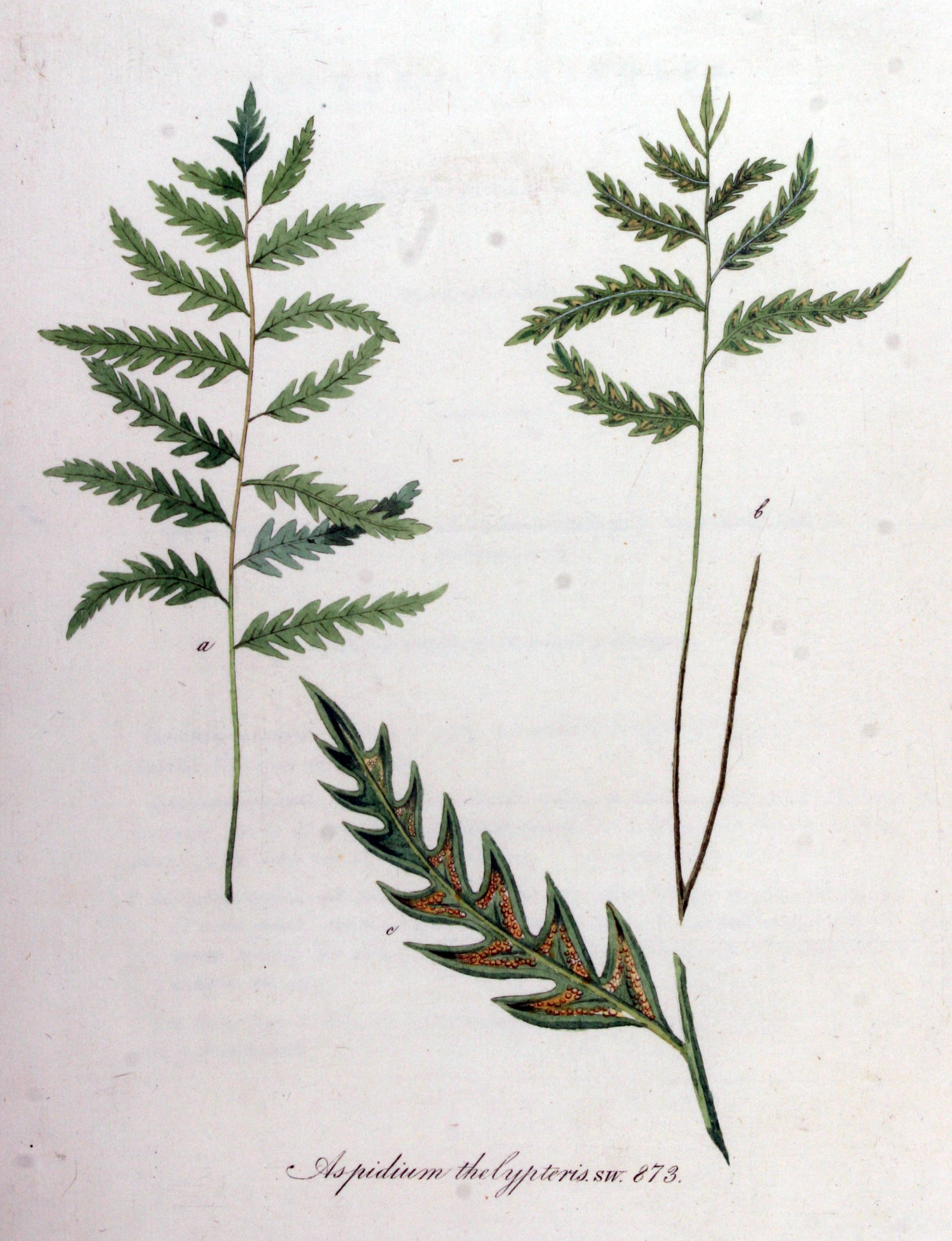
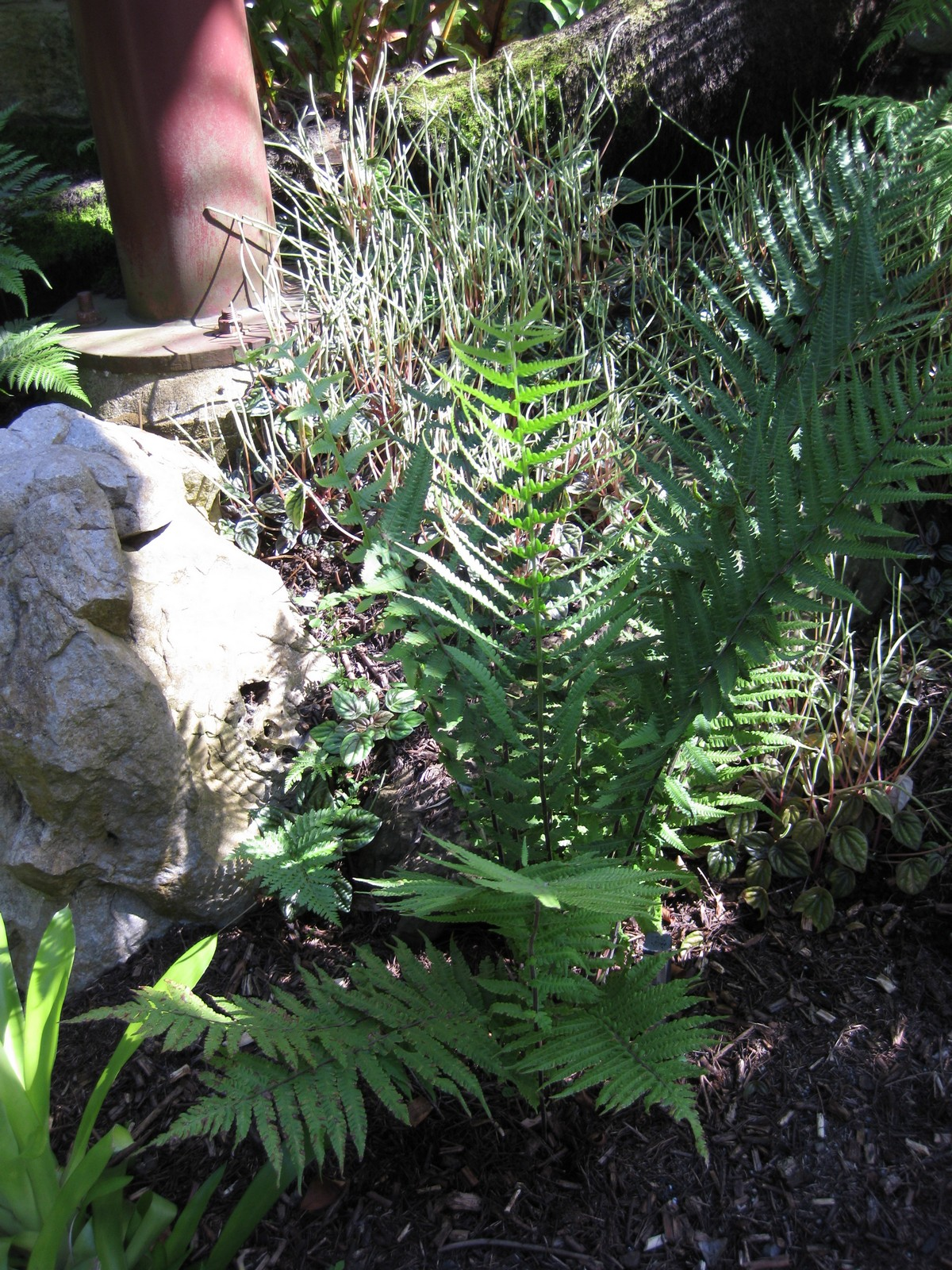
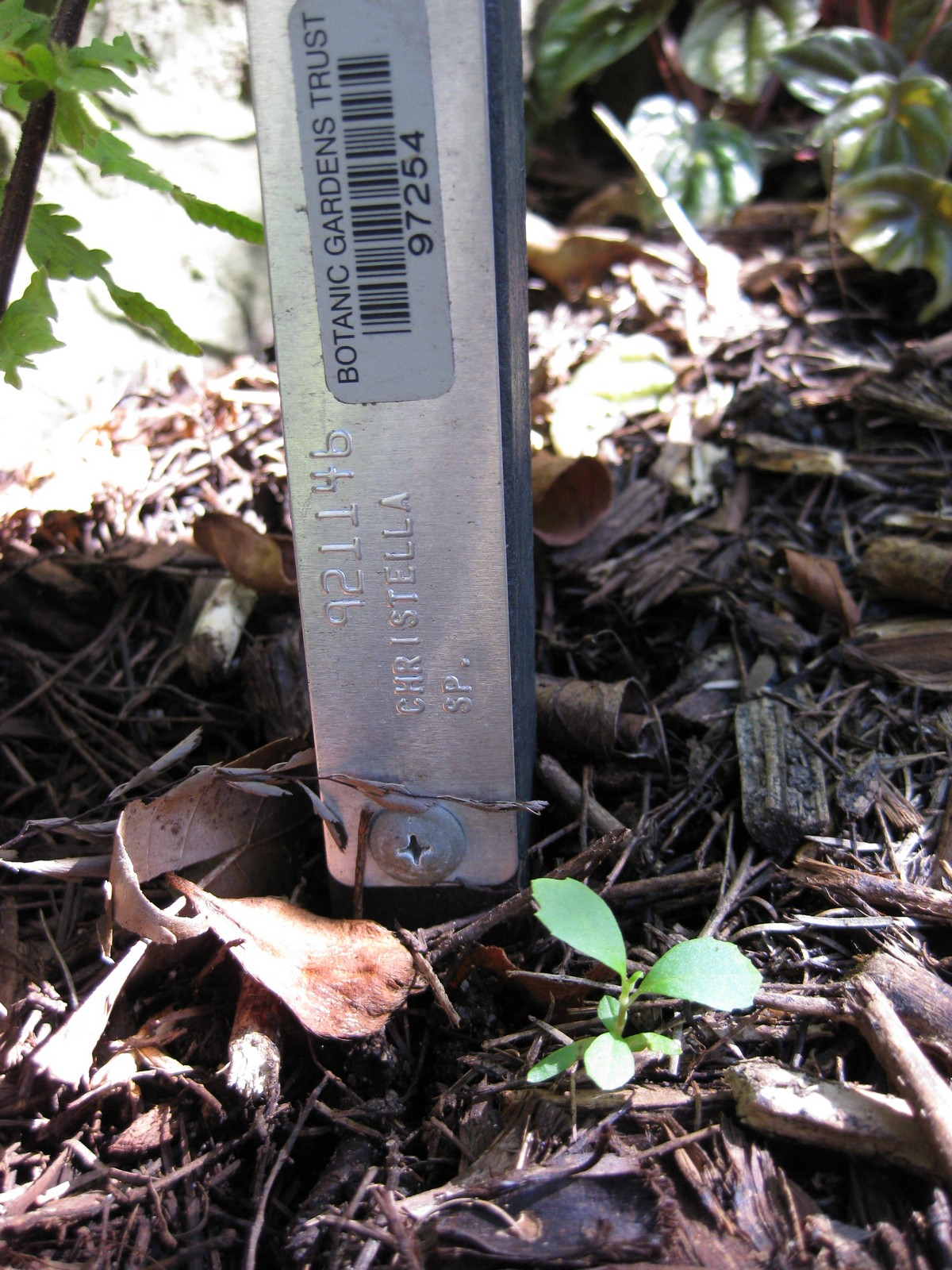
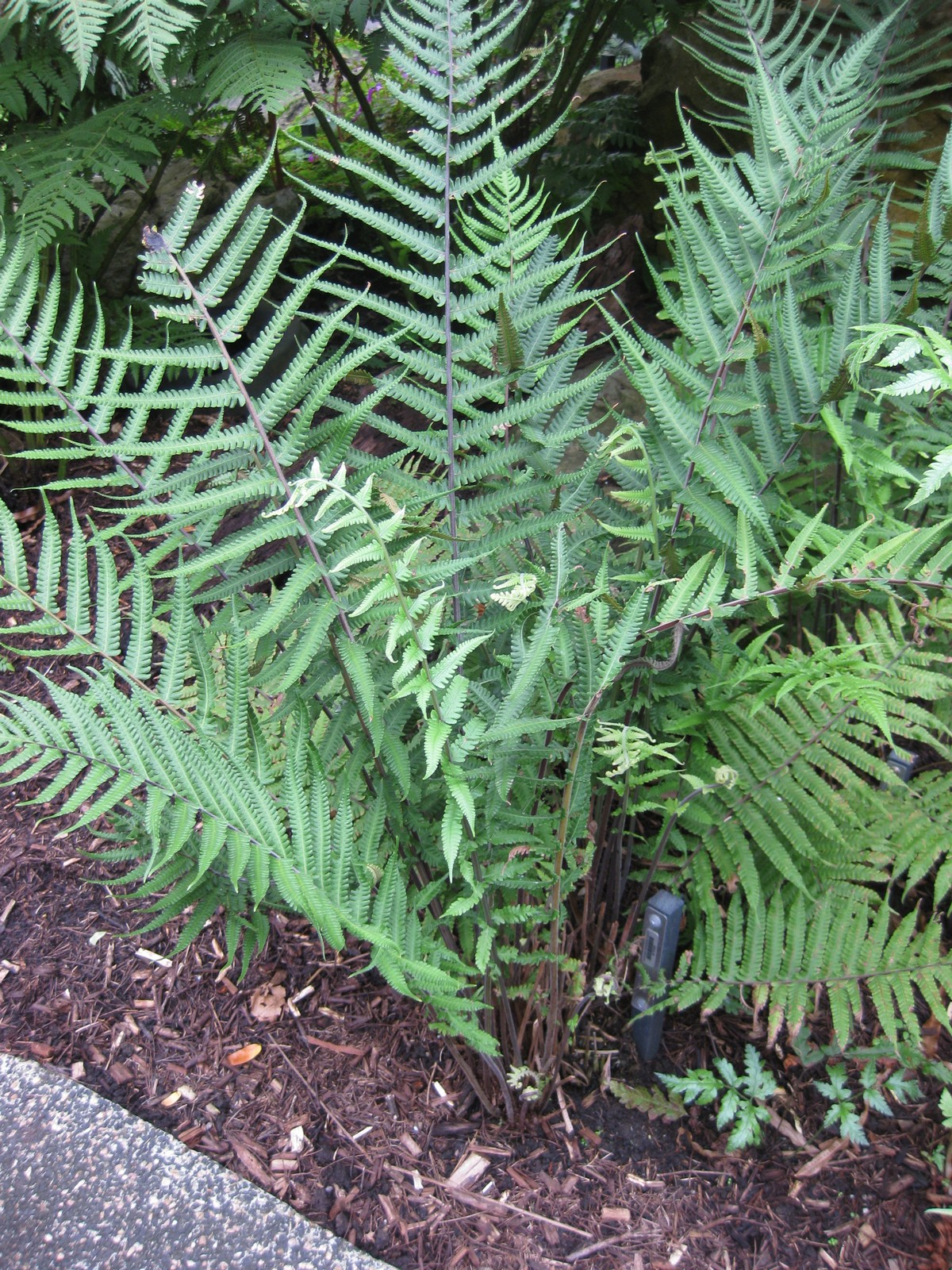
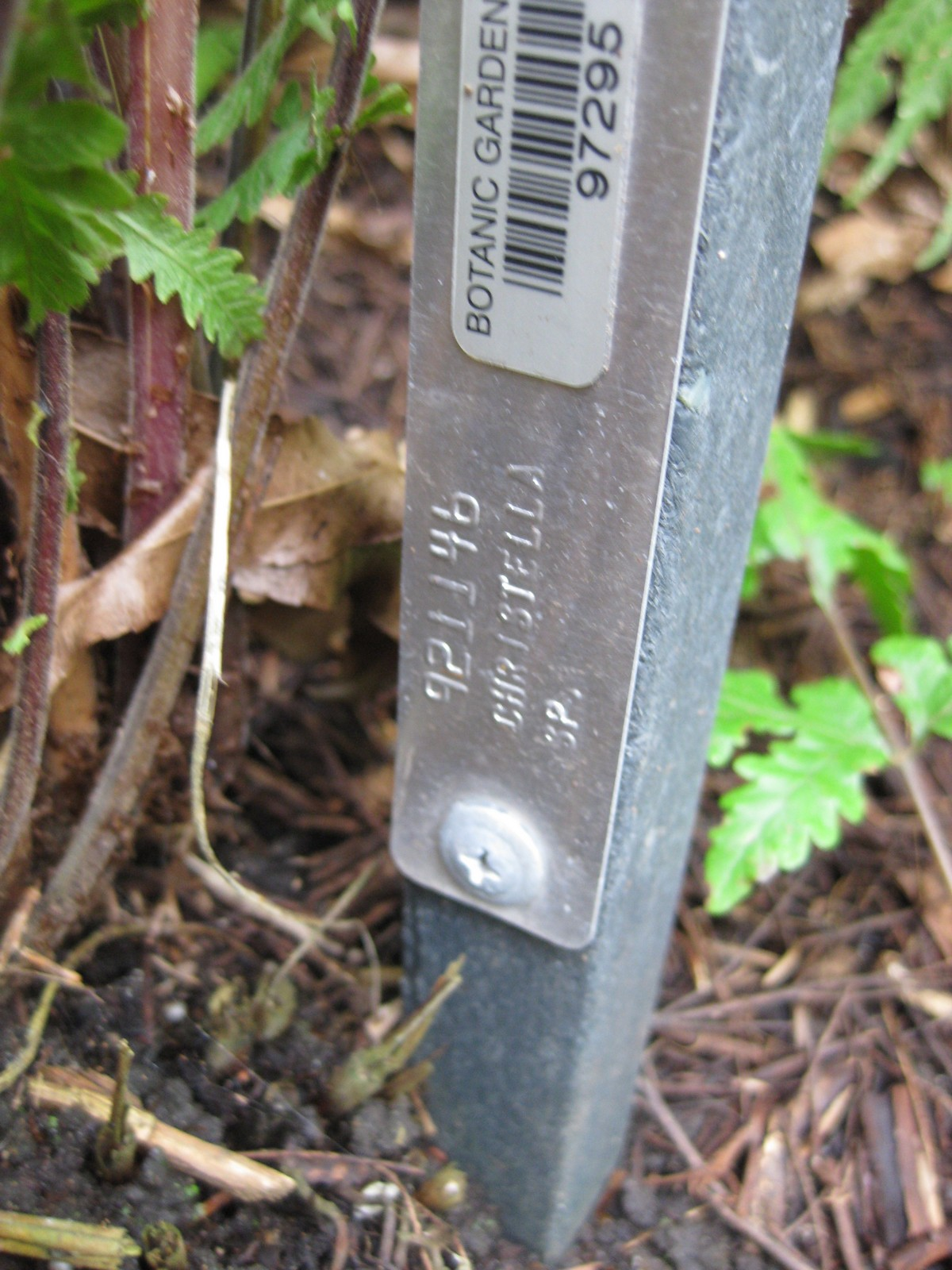
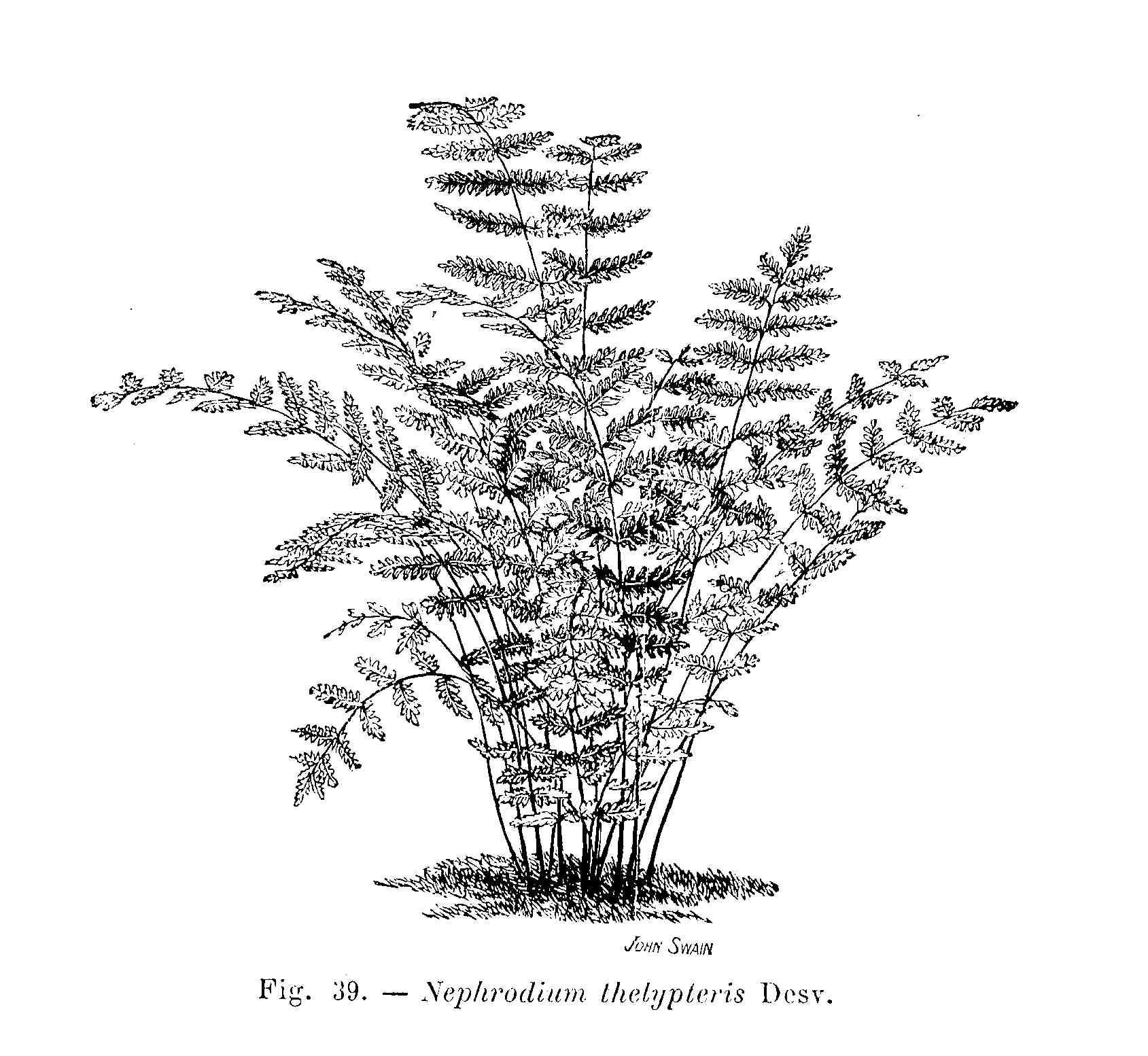

## Dottertaxa tillThelypteris, i alfabetisk ordning[1]
- Thelypteris abbiattii
- Thelypteris abbottiana
- Thelypteris abdita
- Thelypteris abrupta
- Thelypteris achalensis
- Thelypteris aculeata
- Thelypteris acunae
- Thelypteris aequatorialis
- Thelypteris alan-smithiana
- Thelypteris alata
- Thelypteris aliena
- Thelypteris altitudinis
- Thelypteris amambayensis
- Thelypteris amazonica
- Thelypteris amphioxypteris
- Thelypteris ancyriothrix
- Thelypteris andicola
- Thelypteris andina
- Thelypteris anoptera
- Thelypteris appressa
- Thelypteris araucariensis
- Thelypteris arborea
- Thelypteris arenosa
- Thelypteris argentina
- Thelypteris arrecta
- Thelypteris aspidioides
- Thelypteris asplenioides
- Thelypteris atropurpurea
- Thelypteris atrorubens
- Thelypteris atrovirens
- Thelypteris aureola
- Thelypteris aymarae
- Thelypteris balbisii
- Thelypteris baniensis
- Thelypteris barvae
- Thelypteris basisceletica
- Thelypteris beckeriana
- Thelypteris bergiana
- Thelypteris berlinii
- Thelypteris bermudiana
- Thelypteris bibrachiata
- Thelypteris biformata
- Thelypteris binervata
- Thelypteris biolleyi
- Thelypteris blanda
- Thelypteris boliviensis
- Thelypteris bonapartii
- Thelypteris brachypoda
- Thelypteris brachypus
- Thelypteris brausei
- Thelypteris brittonae
- Thelypteris browniana
- Thelypteris buchtienii
- Thelypteris bulbifera
- Thelypteris burkartii
- Thelypteris calypso
- Thelypteris campii
- Thelypteris canadasii
- Thelypteris caucaensis
- Thelypteris chaparensis
- Thelypteris cheilanthoides
- Thelypteris chimboracensis
- Thelypteris chiriquiana
- Thelypteris chocoensis
- Thelypteris christensenii
- Thelypteris cinerea
- Thelypteris clivalis
- Thelypteris clypeata
- Thelypteris clypeolutata
- Thelypteris coalescens
- Thelypteris cocos
- Thelypteris comosa
- Thelypteris comptula
- Thelypteris concinna
- Thelypteris confluens
- Thelypteris conformis
- Thelypteris consanguinea
- Thelypteris cooleyi
- Thelypteris corazonensis
- Thelypteris cordata
- Thelypteris cornuta
- Thelypteris correllii
- Thelypteris crassipila
- Thelypteris crassiuscula
- Thelypteris crenata
- Thelypteris croatii
- Thelypteris crypta
- Thelypteris ctenitoides
- Thelypteris cumingiana
- Thelypteris cuneata
- Thelypteris curta
- Thelypteris cutiataensis
- Thelypteris decrescens
- Thelypteris decurtata
- Thelypteris decussata
- Thelypteris deflectens
- Thelypteris deflexa
- Thelypteris dejecta
- Thelypteris delasotae
- Thelypteris deltoidea
- Thelypteris demerarana
- Thelypteris demissa
- Thelypteris densisora
- Thelypteris denudata
- Thelypteris devolvens
- Thelypteris dissimulans
- Thelypteris dodsonii
- Thelypteris dudleyi
- Thelypteris eggersii
- Thelypteris ekmanii
- Thelypteris elegantula
- Thelypteris enigmatica
- Thelypteris equitans
- Thelypteris eriosora
- Thelypteris erythrothrix
- Thelypteris euchlora
- Thelypteris euthythrix
- Thelypteris exuta
- Thelypteris fasciola
- Thelypteris fayorum
- Thelypteris fendleri
- Thelypteris firma
- Thelypteris fluminalis
- Thelypteris francoana
- Thelypteris fraseri
- Thelypteris frigida
- Thelypteris funckii
- Thelypteris furfuracea
- Thelypteris furva
- Thelypteris gardneriana
- Thelypteris gemmulifera
- Thelypteris germaniana
- Thelypteris ghiesbreghtii
- Thelypteris glandulosa
- Thelypteris glandulosolanosa
- Thelypteris glaziovii
- Thelypteris globulifera
- Thelypteris glutinosa
- Thelypteris goeldii
- Thelypteris gomeziana
- Thelypteris gonophora
- Thelypteris gracilenta
- Thelypteris gracilis
- Thelypteris grantii
- Thelypteris grayumii
- Thelypteris guadalupensis
- Thelypteris guentheri
- Thelypteris gymnosora
- Thelypteris harrisii
- Thelypteris hastata
- Thelypteris hastiloba
- Thelypteris hatchii
- Thelypteris hatschbachii
- Thelypteris heimeri
- Thelypteris herzogii
- Thelypteris heteroclita
- Thelypteris heteroptera
- Thelypteris hildae
- Thelypteris hondurensis
- Thelypteris hottensis
- Thelypteris hutchisonii
- Thelypteris hydrophila
- Thelypteris iguapensis
- Thelypteris illicita
- Thelypteris imbricata
- Thelypteris inabonensis
- Thelypteris inaequalis
- Thelypteris inaequilateralis
- Thelypteris insignis
- Thelypteris intromissa
- Thelypteris ireneae
- Thelypteris jamesonii
- Thelypteris jarucoensis
- Thelypteris jimenezii
- Thelypteris juergensii
- Thelypteris jujuyensis
- Thelypteris juruensis
- Thelypteris killipii
- Thelypteris knysnaensis
- Thelypteris krayanensis
- Thelypteris laevigata
- Thelypteris leoniae
- Thelypteris leonina
- Thelypteris lepidula
- Thelypteris leprieurii
- Thelypteris leptocladia
- Thelypteris levyi
- Thelypteris limbata
- Thelypteris linkiana
- Thelypteris littoralis
- Thelypteris lonchodes
- Thelypteris longicaulis
- Thelypteris longisora
- Thelypteris lorae
- Thelypteris loreae
- Thelypteris loretensis
- Thelypteris lugubriformis
- Thelypteris lugubris
- Thelypteris lumbricoides
- Thelypteris macra
- Thelypteris macrotis
- Thelypteris madidiensis
- Thelypteris malangae
- Thelypteris margaretae
- Thelypteris martinezii
- Thelypteris melanochlaena
- Thelypteris membranifera
- Thelypteris meniscioides
- Thelypteris mertensioides
- Thelypteris mettenii
- Thelypteris mexiae
- Thelypteris micula
- Thelypteris minima
- Thelypteris minor
- Thelypteris minutissima
- Thelypteris minutula
- Thelypteris mombachensis
- Thelypteris monosora
- Thelypteris montana
- Thelypteris moritziana
- Thelypteris mortonii
- Thelypteris mosenii
- Thelypteris muenchii
- Thelypteris multigemmifera
- Thelypteris muscicola
- Thelypteris muzensis
- Thelypteris namaphila
- Thelypteris nana
- Thelypteris neglecta
- Thelypteris negligens
- Thelypteris neotropica
- Thelypteris nephelium
- Thelypteris nephrodioides
- Thelypteris nicaraguensis
- Thelypteris nigricans
- Thelypteris nimbata
- Thelypteris nitens
- Thelypteris nockiana
- Thelypteris novaeana
- Thelypteris nubicola
- Thelypteris nubigena
- Thelypteris oaxacana
- Thelypteris obliterata
- Thelypteris odontosora
- Thelypteris oligocarpa
- Thelypteris ophiorhizoma
- Thelypteris opposita
- Thelypteris oppositiformis
- Thelypteris orbicularis
- Thelypteris organensis
- Thelypteris oroniensis
- Thelypteris oviedoae
- Thelypteris pabstii
- Thelypteris pachyrachis
- Thelypteris pacifica
- Thelypteris paleacea
- Thelypteris palmarica
- Thelypteris palustris
- Thelypteris paranaensis
- Thelypteris parva
- Thelypteris paucijuga
- Thelypteris paucipinnata
- Thelypteris pavoniana
- Thelypteris pellita
- Thelypteris pelludia
- Thelypteris pennata
- Thelypteris pennellii
- Thelypteris peradenia
- Thelypteris peripae
- Thelypteris peripaeoides
- Thelypteris peruviana
- Thelypteris phacelothrix
- Thelypteris physematioides
- Thelypteris piedrensis
- Thelypteris pilonensis
- Thelypteris pilosissima
- Thelypteris pilosohispida
- Thelypteris pilosula
- Thelypteris pinnatifida
- Thelypteris pittieri
- Thelypteris platypes
- Thelypteris pleiophylla
- Thelypteris podotricha
- Thelypteris poiteana
- Thelypteris polyphlebia
- Thelypteris praetermissa
- Thelypteris praetervisa
- Thelypteris proboscidea
- Thelypteris proctorii
- Thelypteris prolatipedis
- Thelypteris prominula
- Thelypteris ptarmica
- Thelypteris ptarmiciformis
- Thelypteris pteroidea
- Thelypteris pusilla
- Thelypteris raddii
- Thelypteris randallii
- Thelypteris recumbens
- Thelypteris redunca
- Thelypteris refracta
- Thelypteris regnelliana
- Thelypteris reptans
- Thelypteris resiliens
- Thelypteris resinifera
- Thelypteris retusa
- Thelypteris rhachiflexuosa
- Thelypteris rhachinexuosa
- Thelypteris rheophyta
- Thelypteris rigescens
- Thelypteris riopardensis
- Thelypteris rioverdensis
- Thelypteris rivulariformis
- Thelypteris rivularioides
- Thelypteris rolandii
- Thelypteris roraimensis
- Thelypteris rosei
- Thelypteris rosenstockii
- Thelypteris rosulata
- Thelypteris rudiformis
- Thelypteris rudis
- Thelypteris rufa
- Thelypteris ruiziana
- Thelypteris rupestris
- Thelypteris rupicola
- Thelypteris rusbyi
- Thelypteris rustica
- Thelypteris sagittata
- Thelypteris salazica
- Thelypteris sancta
- Thelypteris sanctae-catharinae
- Thelypteris sapechoana
- Thelypteris saxicola
- Thelypteris scabra
- Thelypteris scalaris
- Thelypteris scalpturoides
- Thelypteris schaffneri
- Thelypteris schippii
- Thelypteris schomburgkii
- Thelypteris schunkei
- Thelypteris schwackeana
- Thelypteris sclerophylla
- Thelypteris scolopendrioides
- Thelypteris seemannii
- Thelypteris sellensis
- Thelypteris semihastata
- Thelypteris semilunata
- Thelypteris semirii
- Thelypteris serrulata
- Thelypteris setulosa
- Thelypteris shaferi
- Thelypteris silviensis
- Thelypteris skinneri
- Thelypteris soridepressa
- Thelypteris stephanii
- Thelypteris steyermarkii
- Thelypteris stierii
- Thelypteris stolzeana
- Thelypteris straminea
- Thelypteris strigillosa
- Thelypteris strigosa
- Thelypteris struthiopteroides
- Thelypteris subsagittata
- Thelypteris subscandens
- Thelypteris subtilis
- Thelypteris supina
- Thelypteris supranitens
- Thelypteris tabaquitensis
- Thelypteris tablana
- Thelypteris tamandarei
- Thelypteris tannensis
- Thelypteris tapantensis
- Thelypteris tatei
- Thelypteris tenebrica
- Thelypteris tenerrima
- Thelypteris tetragona
- Thelypteris thomsonii
- Thelypteris toganetra
- Thelypteris tomentosa
- Thelypteris trelawniensis
- Thelypteris tristis
- Thelypteris tryonorum
- Thelypteris tuxtlensis
- Thelypteris uncinata
- Thelypteris underwoodiana
- Thelypteris urbanii
- Thelypteris utanagensis
- Thelypteris valdepilosa
- Thelypteris vattuonei
- Thelypteris venturae
- Thelypteris venusta
- Thelypteris verecunda
- Thelypteris vernicosa
- Thelypteris villana
- Thelypteris vivipara
- Thelypteris wrightii
- Thelypteris yaucoensis
- Thelypteris yungensis
- Thelypteris zurquiana